# Aphodius marini
Aphodius marini là một loài bọ cánh cứng trong họ Scarabaeidae. Loài này được Baguena miêu tả khoa học năm 1930.